# Géorgie au Concours Eurovision de la chanson 2024
La Géorgie est l'un des trente-sept pays participants du Concours Eurovision de la chanson 2024, qui se déroule à Malmö en Suède. Le pays est représenté par Nutsa Buzaladze et sa chanson Firefighter, sélectionnées en interne par le diffuseur géorgien GPB.

## Sélection
Le diffuseur GPB confirme sa participation à l'Eurovision 2024 le 15 septembre 2023 mais pas son processus de sélection. Le 12 janvier 2024, Nutsa Buzaladze est annoncée comme représentante de la Géorgie à l'Eurovision 2024,,. La période d'écriture de la chanson s'ouvre dès le lendemain , période durant laquelle plus de 300 chansons sont soumises à Nutsa. Le titre de la chanson retenue est révélé le 6 mars 2024 et la chanson est quant à elle révélée 5 jours plus tard sur YouTube.

## À l'Eurovision
À l'Eurovision, la Géorgie se produit dans la seconde moitié de la deuxième demi-finale, le 9 mai 2024. En cas de qualification, le pays participera à la finale du samedi 11 mai 2024.